# Lotte Confectionery
Lotte Confectionery (tiếng Hàn: 롯데제과) (KRX: 280360) là một công ty con trực thuộc tập đoàn Lotte có trụ sở chính được đặt tại Yangpyeong, Yeongdeungpo, Seoul, Hàn Quốc.
Lotte Confectionery được thành lập vào năm 1967 với các nhà máy sản xuất chính được đặt tại Seoul, Daejeon, Yangsan, Pyeongtaek và Siheung. Hiện nay, công ty là nhà sản xuất kẹo cao su lớn thứ ba trên thế giới.

## Lịch sử

### Kẹo cao su khởi đầu vào thập niên 1940
Mặc dù sau này được coi là một trong những công ty lớn nhất tại Hàn Quốc, nguồn gốc của Lotte thực sự bắt nguồn từ Nhật Bản sau chiến tranh thế giới thứ hai. Trong chiến tranh, Shin Kyuk-ho là một người gốc Hàn, đã đến Tokyo để học tại một trường đại học kỹ thuật vào năm 1941 ở tuổi 19. Sau khi tốt nghiệp, Shin vẫn ở Nhật Bản, sử dụng tên tiếng Nhật là Takeo Shigemitsu. Đến năm 1946, Shin quyết định đầu tư vào kinh doanh cho chính mình, vận hành Viện Nghiên cứu Hóa phẩm Đặc biệt Hikara. Công ty này sản xuất xà phòng và mỹ phẩm từ các hóa chất dư thừa còn sót lại của chiến tranh.
Công ty đó mặc dù nhỏ nhưng mang lại nền tảng cho vận may đầu tiên của Shin và trong vòng một năm, ông đã tích luỹ đủ vốn để vận hành một công ty mới chuyên sản xuất kẹo cao su. Được giới thiệu bởi những người lính của quân đội Mỹ sau chiến tranh, kẹo cao su nhanh chóng trở nên phổ biến trong số những người tiêu dùng Nhật Bản bấy giờ, những người đang háo hức ôm lấy tất cả mọi thứ từ người Mỹ. Năm 1948, Shin thành lập Lotte Co., với chỉ vỏn vẹn có đúng 10 nhân viên. Sự lựa chọn của Shin về tên công ty xuất phát từ sự ngưỡng mộ của ông đối với bộ tiểu thuyết viết tay có tên Nỗi đau của chàng Werther của văn hào người Đức Goethe, đặc biệt là nhân vật Charlotte. Sử dụng màu tự nhiên, Lotte tung ra một số thương hiệu kẹo cao su, bao gồm: Orange Gum, Lotte Gum, Cowboy Gum, Mable Gum và Baseball Gum, những sản phẩm này sau đó trở nên rất phổ biến. Công ty đã sao lưu các sản phẩm của mình với sự hỗ trợ quảng cáo mạnh mẽ, trở thành một trong những nhà tài trợ cho những chương trình truyền hình đầu tiên ở Nhật Bản, cũng như sở hữu và tài trợ đội bóng chày của riêng công ty cùng các sự kiện khác, chẳng hạn như các cuộc thi sắc đẹp. Giữa những năm 1950, công ty tài trợ cho Nhóm Thám hiểm Nghiên cứu Nam Cực của đất nước, phát triển kẹo cao su cho chương trình đào tạo trong nỗ lực này. Công ty sau đó cho ra mắt kẹo cao su được gọi là Cool Mint Gum cho thị trường tiêu dùng vào năm 1956.
Kẹo cao su có đặc trưng là hình một chú chim cánh cụt được in trên bao bì, trở thành một trong những biểu tượng tiêu dùng nổi bật nhất của đất nước trong thế kỷ tiếp theo. Một nỗ lực tài trợ khác của Lotte là chương trình ca nhạc Lotte Music Album trên truyền hình, đây là một chương trình định hướng âm nhạc phổ biến cuối những năm 1970. Shin mở rộng sản xuất của mình gồm kẹo, bánh quy và bánh snack, đầu những năm 1960, công ty được xem là một đối thủ lớn, đáng gờm của hai tập đoàn bánh kẹo lớn nhất Nhật Bản là Meiji và Morinaga. Bước đột phá thực sự của công ty xuất hiện trong những năm 1960, với sự xâm nhập vào thị trường sô-cô-la. Năm 1964, công ty cho ra mắt sô-cô-la sữa đầu tiên, được gọi là Ghana, thích hợp với sô-cô-la kiểu Thụy Sĩ cho khẩu vị của người Nhật Bản. Công ty hỗ trợ việc ra mắt này với một chiến dịch quảng cáo trên truyền hình lớn, định vị vững chắc thương hiệu trong tâm trí người tiêu dùng. Sự ra mắt đã mở đường cho sự xuất hiện của Lotte là nhà sản xuất sô-cô-la số một ở Nhật Bản vào cuối thế kỷ. Mặc dù Lotte được thành lập ở Nhật Bản - một quốc gia nơi mà tinh thần dân tộc luôn là một phần nổi bật của bản sắc dân tộc, Shin đã không từ bỏ nguồn gốc Hàn Quốc của mình. Lotte đã thành lập một sự hiện diện tại Hàn Quốc vào đầu năm 1958, mở một nhà máy sản xuất kẹo cao su và bánh kẹo khác cũng như mì ăn liền cho thị trường Hàn Quốc. Việc bình thường hóa quan hệ ngoại giao giữa Nhật Bản và Hàn Quốc vào năm 1965 đã tạo ra một cơ hội mới cho công ty. Lotte quyết định chuyển đến Hàn Quốc với quy mô toàn diện, năm 1967, công ty thành lập hoạt động dành riêng cho thị trường Hàn Quốc, được gọi là Lotte Confectionery Co.

### Gia tăng các hoạt động ở Hàn Quốc trong thập niên 1960
Tuy nhiên, không lâu sau đó, trước khi Shigemitsu - hay đúng hơn, Shin - cảm thấy mình gặp rắc rối với chính phủ Hàn Quốc, lúc này vẫn còn dưới chế độ độc tài quân sự. Chính phủ Hàn Quốc sau đó đang trong quá trình xây dựng sức mạnh quân sự của mình như là một phần của cuộc chiến tranh lạnh với Bắc Triều Tiên. Tìm kiếm thiết lập khả năng phòng thủ công nghiệp của riêng mình, chính phủ đã tiếp cận Shin và yêu cầu ông đóng góp cho nỗ lực này, khuyến khích ông rằng: "gia nhập vào ngành công nghiệp sản xuất các thiết bị quân sự là rất tốt".
Tuy nhiên, Shin có lẽ lưu ý đến công khai tiêu cực của việc chuyển sang sản xuất vũ khí sẽ ảnh hưởng không tốt đến doanh số bán bánh kẹo của công ty, ông đã từ chối. Việc từ chối mang đến một loạt khó khăn cho Lotte Confectionery, cuối cùng đã được giải quyết bằng sự can thiệp trực tiếp của Tổng thống Park Chung-hee. Thay vì đồng ý đầu tư vào nỗ lực phòng thủ của đất nước, Shin đồng ý chuyển trung tâm hoạt động của Lotte sang Hàn Quốc. Lotte Confectionery bây giờ trở thành cốt lõi trong đế chế tăng trưởng của Shin; tuy nhiên, nguồn gốc Lotte Co. và thị trường Nhật Bản vẫn là nơi hoạt động bánh kẹo lớn nhất của công ty cho đến thập niên 1990.

### Thành công quốc tế trong thế kỷ mới
Trong thập niên 1990 và 2000, Lotte chuyển sang thị trường quốc tế thúc đẩy để tăng trưởng hơn nữa. Năm 1978, Lotte thành lập công ty con tại Hoa Kỳ, mở cơ sở sản xuất tại Battle Creek, Michigan. Sự hiện diện của công ty tại Mỹ sau này được mở rộng bao gồm một văn phòng bán hàng ở Chicago để hỗ trợ bán các loại kẹo cao su và bánh quy.
Trong những năm 1990, Lotte quay sang thị trường "gần nhà" hơn. Công ty thành lập một công ty con ở Thái Lan vào năm 1989, rồi bắt đầu sản xuất và phân phối bánh kẹo. Năm 1993, Lotte bước vào thị trường Indonesia, hoạt động một công ty con tại Jakarta. Tiếp theo đó là việc thành lập liên doanh cho thị trường Trung Quốc đại lục, thành lập các cơ sở sản xuất ở Bắc Kinh vào năm 1994. Công ty giành quyền kiểm soát toàn bộ hoạt động tại Trung Quốc vào năm 2005. Philippines trở thành một phần của đế chế Lotte vào năm 1995, với việc ra mắt một chi nhánh bán hàng và phân phối tại Manila. Một năm sau, công ty cũng bổ sung thêm các hoạt động sản xuất và kinh doanh tại Thành phố Hồ Chí Minh, Việt Nam.
Tiếp tục phát triển sản phẩm mang lại cho công ty những thành công mới. Năm 1996, công ty cho ra mắt Chocolate Zero, được cho là sô-cô-la không đường đầu tiên trên thế giới. Trong năm tiếp theo, Lotte trở thành công ty đầu tiên ở Nhật Bản ra mắt sản phẩm kẹo cao su dựa trên xylitol. Bởi vì xylitol không giống như các chất ngọt khác, không tạo ra axit khi nhai. Công ty tiếp tục quan tâm việc phát triển các sản phẩm dựa trên xylitol vào thập niên 2000, gồm việc ra mắt Xylitol Family Bottle, một loại đồ uống có chứa xylitol như một chất làm ngọt. Năm 2005, công ty đưa ra sản phẩm kẹo cao su đánh bóng răng Lotte Notime.
Lotte mở rộng hoạt động về món tráng miệng đông lạnh vào năm 2002, hình thành liên doanh với Snow Brand Milk Products gặp khó khăn, sau đó có liên quan đến vụ bê bối dán nhãn thịt bò. Liên doanh Lotte Snow Co., được Lotte sở hữu 80% và tung ra sản xuất các sản phẩm kem có nhãn hiệu Snow. Năm 2005, công ty mở rộng hoạt động tại Trung Quốc, mua quyền kiểm soát Jinhu Shipin tại Thanh Đảo. Động thái này được xem như là một phần trong chiến lược của công ty để trở thành tập đoàn bánh kẹo lớn trong phạm vi toàn cầu. Lotte vẫn được Shin Kyuk-ho điều hành, cùng với các con và các thành viên khác trong gia đình của ông. Trong vòng chưa đầy 60 năm, Shin đã xây dựng Lotte từ một nhà sản xuất kẹo cao su nhỏ thành một trong những tập đoàn bán lẻ thực phẩm hàng đầu trên thế giới.

## Sản phẩm
Nhiều sản phẩm của Lotte được bán quốc tế ở các khu vực có người nhập cư Nhật Bản và Hàn Quốc và tại các siêu thị châu Á trên toàn thế giới.

### Bánh kẹo
Các dòng bánh kẹo là một loạt các món ăn nhẹ gồm có kẹo cao su, kẹo đường, bánh quy, sô-cô-la. Các loại kẹo cao su Juicy Fresh, Spearmint, và Freshmint và sô-cô-la Ghana đã trở thành món ăn yêu thích trong hơn bốn thập kỷ, trong khi kẹo cao su Xylitol trở nên phổ biến kể từ khi ra mắt nhờ khả năng giảm nguy cơ sâu răng.
Lotte Confectionery cũng sản xuất thanh kẹo Crunky và bánh quy Chic-Choc là một trong những thương hiệu nổi tiếng nhất ở Hàn Quốc. Ngoài ra, họ sản xuất các món ăn nhẹ nướng khác như bánh quy Margaret. Lotte cũng nổi tiếng với các loại bánh quy của họ được gọi là Koala's March (bánh gấu Koala), đó là những chiếc bánh quy nhân kem nhỏ có hình dạng như những chú gấu túi, được đóng gói trong một hộp hình lục giác khá độc đáo, và Pepero là một sản phẩm lấy cảm hứng từ Pocky.
Để mở rộng phạm vi sản phẩm của cả hai công ty ở Trung Quốc, Lotte đã thành lập một liên doanh với Hershey's. Ngoài ra, trong năm 2008, Lotte cũng tiếp quản Guylian, một công ty của Bỉ chuyên sản xuất sô cô la.

### Kem
Lotte Confectionery tham gia thị phần kem lạnh của Hàn Quốc bằng cách cung cấp một loạt các loại kem thanh, nón, cốc, bút chì, cái xô phổ biến phục vụ cho mọi sở thích. Với thành phần tự nhiên cao cấp mới nhất mang thương hiệu Natuur, họ hiện đang cung cấp nhiều loại sản phẩm hơn, từ các mặt hàng thường ngày đến các hương vị cao cấp tinh vi hơn.

### Hỗ trợ sức khỏe
Là một phần trong nỗ lực tăng cường sức khỏe của đông đảo khách hàng với nhu cầu ngày càng tăng, Lotte Confectionery đã ra mắt một sản phẩm bổ sung sức khỏe có tên là Health 1 để cung cấp các chất bổ sung khác nhau, cần thiết cho cơ thể con người như vitamin, khoáng chất, hạt,... chiết xuất từ nhân sâm đỏ và các sản phẩm có chiết xuất từ động-thực vật khác.